# Tempel van Apollon in Delphi

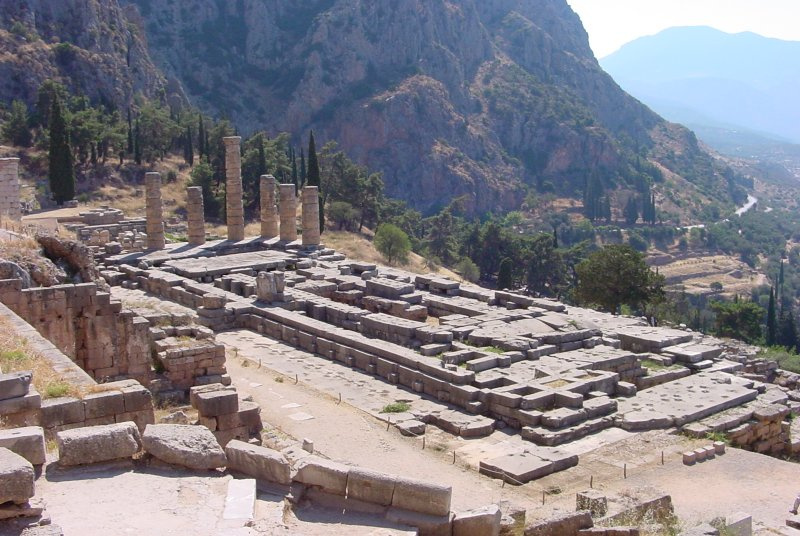
Het heiligdom van Delphi met zicht op de Apollontempel

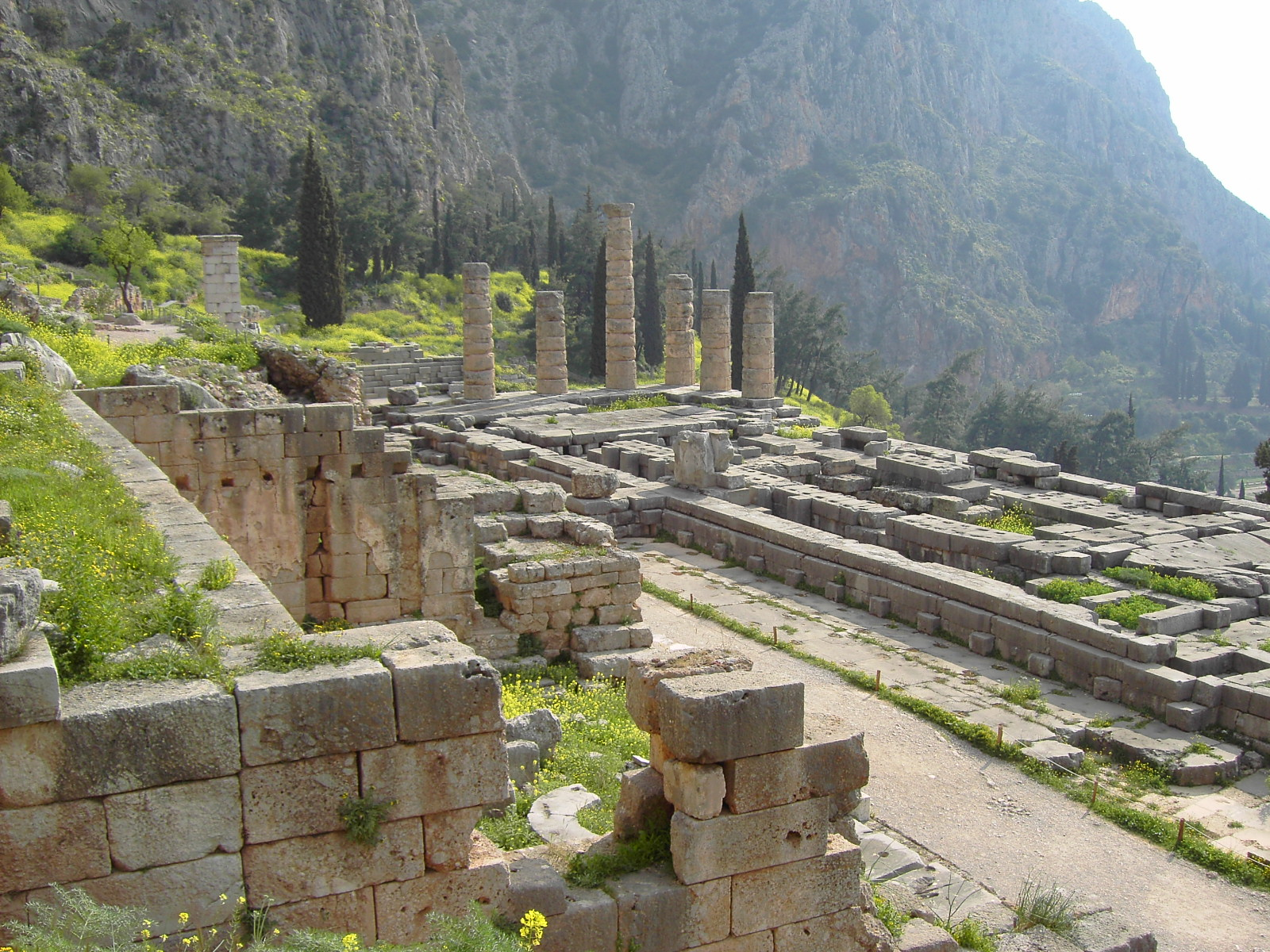
De Apollotempel

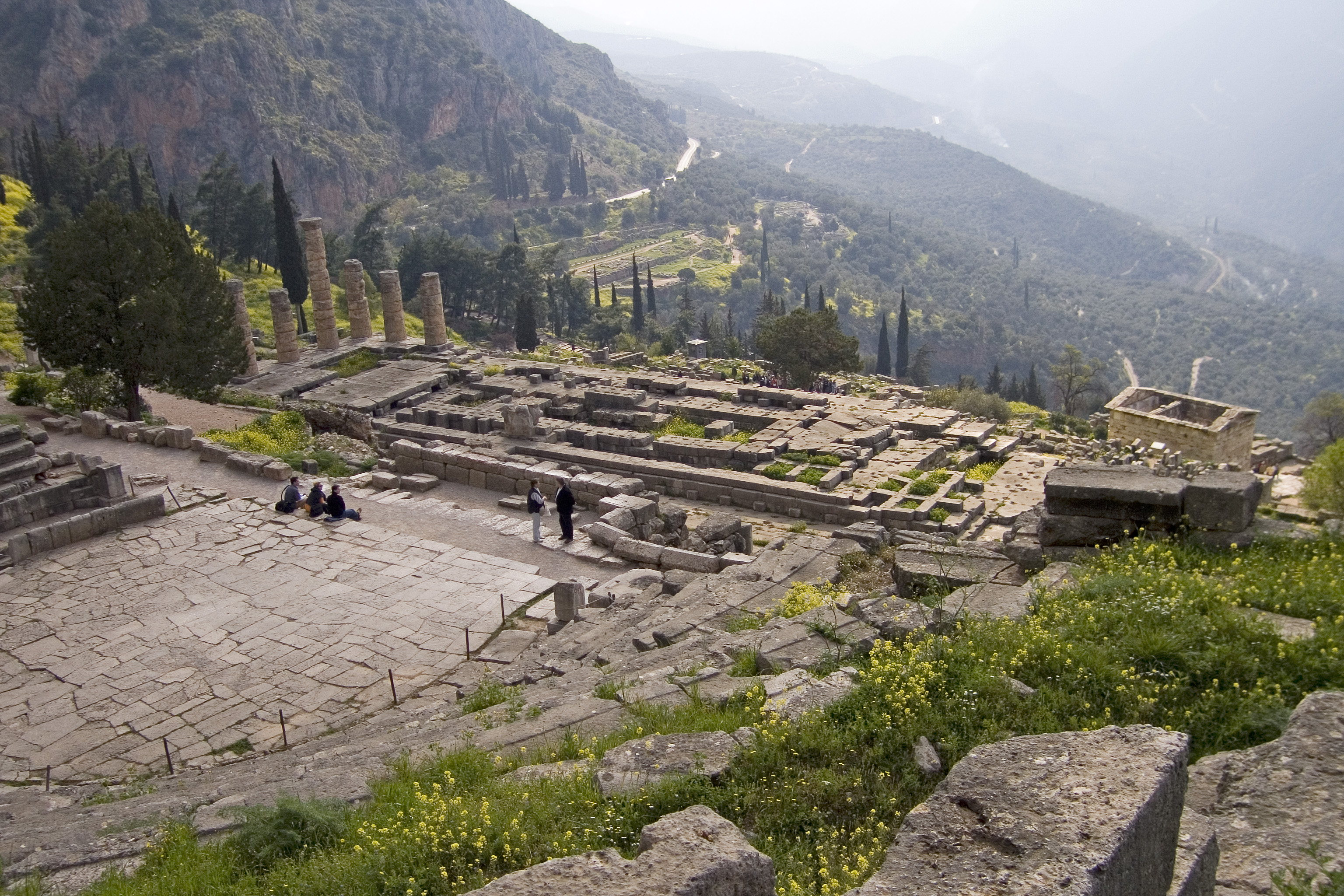
Panorama

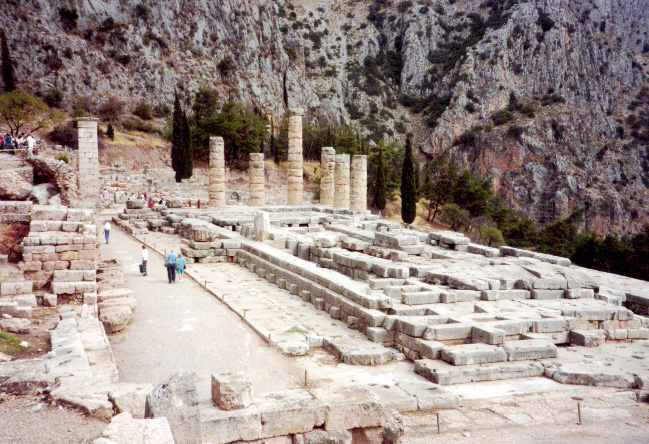
De vloer en de zes overgebleven pilaren zijn de enige restanten van de tempel

De Apollotempel van Delphi bevindt zich in een der beroemdste cultusplaatsen van de god Apollo uit de oudheid en is bekend vanwege het orakel dat erin gevestigd was, het meest bezochte en gerespecteerde orakel van de gehele oudheid. Later werd hier ook de god Dionysus vereerd. In het jaar 394 werd dat orakel gesloten door keizer Theodosius.
De nu nog zichtbare ruïnes van de Apollotempel in Delphi dateren uit de 4e eeuw voor Christus. Daarvoor stonden op exact dezelfde plaats nog vijf andere tempels. De eerste vier Apollotempels zijn totaal vergaan. De vijfde en zesde waren van marmer.

## Opgravingen
Het oude Delphi (en dus ook de tempel) kon pas worden opgegraven, nadat het Nieuwgriekse dorp, dat op die plaats stond, was verplaatst. In 1892 konden Franse archeologen beginnen met de opgravingen.

## De gevonden restanten
Er is niet veel overgebleven van de tempel. Slechts de vloer en zes pilaren in de zuidoosthoek van de tempel zijn nog zichtbaar en staan overeind. Hierdoor kan men wel goed de indeling van de tempel zien. Doordat de tempel bijna helemaal vergaan is, zijn er geen beeldhouwwerken, hetzij uit het tympanon, hetzij uit de fries of de metopen, over.

## Bouwstijl
De tempel is in Dorische stijl gebouwd. Dit is te zien aan de brede zuilen, aan het kapiteel dat niet versierd is, aan het architraaf dat zonder strepen is en aan de fries, dat is onderverdeeld in trigliefen en metopen.
De vijfde Apollotempel werd aan het einde van de 6e eeuw v.Chr. gebouwd boven op de locatie van een constructie uit de 7e eeuw v.Chr. toegeschreven aan de architecten Trophonios en Agamedes. De 6e-eeuwse tempel werd "Tempel van Alcmeonidae" genoemd uit eerbetoon aan de Atheense familie die de bouw ervan bekostigde. Het was een Dorische tempel bestaand uit 7 op 15 zuilen. Hij werd in 373 v.Chr. door een aardbeving verwoest. Daarna werd de zesde tempel op dezelfde locatie voltooid in 330 v.Chr. Deze tempel wordt toegeschreven aan de Korinthische architecten Spintharos, Xenodoros, en Agathon. De frontonsculpturen waren aan Praxias en Androsthenes uit Athene toegeschreven. Het zuilenpatroon 6:15 werd behouden rond het stylobaat, evenals de afmetingen. Binnenin was het adyton ondergebracht, het centrum van het Delphisch orakel met de driepoot van de Pythia.

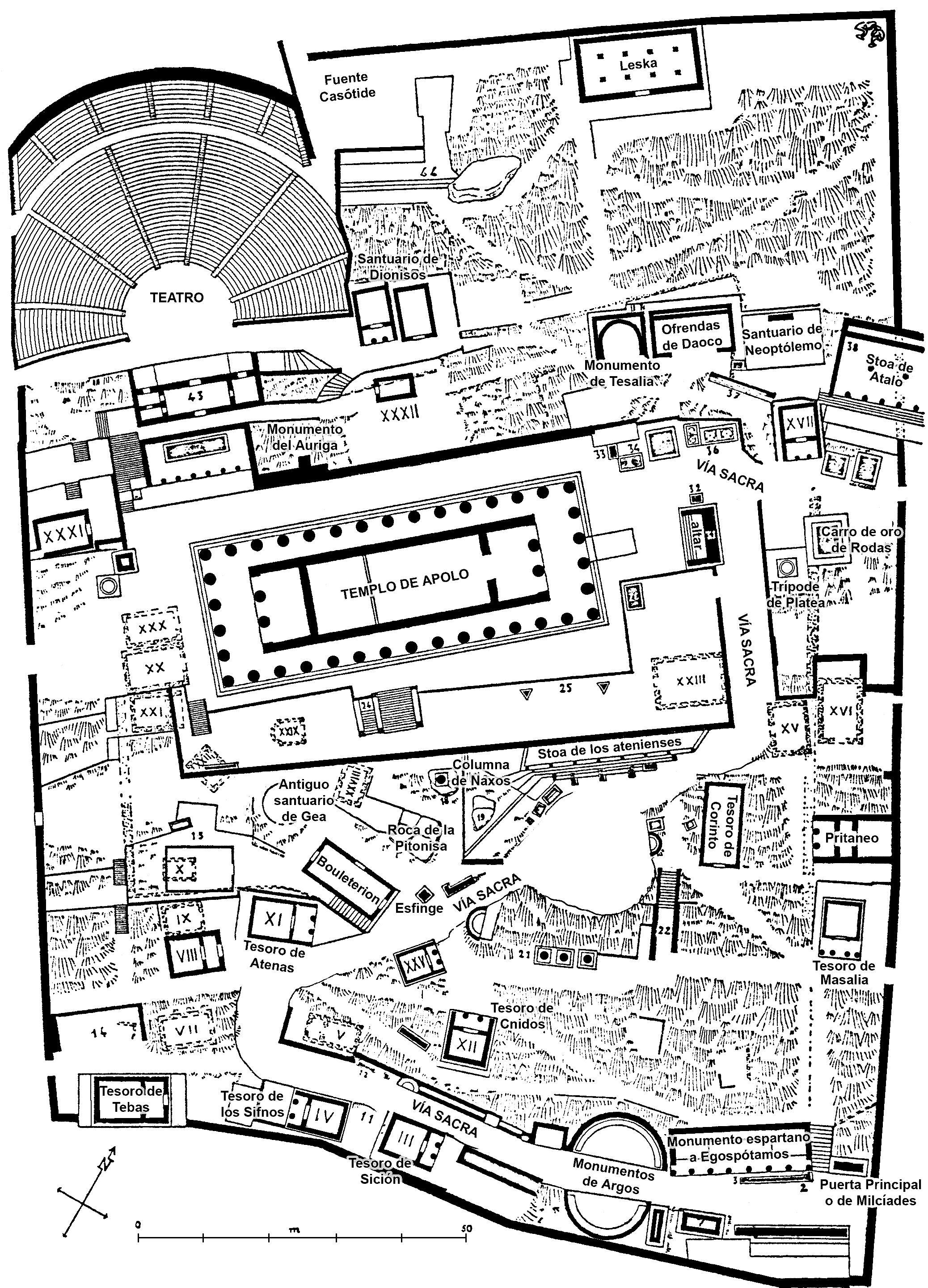
Siteplan het heiligdom van Apollon, Delphi

In de cultusruimte bevond zich het – naar Oudgriekse normen - middelpunt van de aarde, aangegeven door een ronde steen, de omphalos (navel). In de noordwestelijke hoek van het heiligdom lag het grote theater (in zijn huidige vorm uit 2e eeuw v.Chr.). Tussen al deze hoofdgebouwen stonden nog tal van andere monumenten.
Op het fronton stond "Ken uzelf" (γνῶθι σεαυτόν) gegrift. Uit meerdere quoteringen blijkt dat waarlijk zichzelf kennen als het moeilijkste wat men kan verwezenlijken werd beschouwd. Thales van Milete uitte dit als antwoord op de vraag of er iets echt moeilijk kon zijn. Ook wordt dit gezegde wel aan Socrates toegewezen. Tegen het terras van de Apollontempel aan ligt de Stoa van de Atheners, waar de op de Perzen behaalde en aan de god gewijde buit stond opgesteld.
Het monument werd deels gerestaureerd van 1938-1940.
- Gemeinsame Normdatei: 7598043-5
- Library of Congress Control Number: sh2013001199
- Nationale Bibliotheek van Israël: 987007568357505171
- Virtual International Authority File: 57144782989519863244